# کاروانسرای حاجی‌آباد
کاروانسرای حاجی‌آباد مربوط به دوره قاجار است و در شهرستان برخوار و میمه، روستای حاجی‌آباد واقع شده و این اثر در تاریخ ۱۹ مرداد ۱۳۸۴ با شمارهٔ ثبت ۱۲۹۶۱ به‌عنوان یکی از آثار ملی ایران به ثبت رسیده است.